# Воронка
Воронка (рус. Воронка; фин. Vornaisienjoki) река је на северозападу европског дела Руске Федерације. Протиче преко западних делова Лењинградске области, односно преко југозапада његовог Ломоносовског рејона. Свој ток завршава као притока Копорског залива јужно од града Соснови Бор и припада басену Финског залива Балтичког мора.
Свој ток започиње недалеко од села Савољшчина на југу Ломоносовског рејона, на надморској висини од око 150 метара. Тече у смеру северозапада у дужини од 37 километаара. Укупна површина сливног подручја реке Воронке је 286 km². Њена најважнија притока је река Копорка, дугачка 21 километар, а која се улива у Воронку као њена лева притока на свега 1 km узводно од њеног ушћа.